# ГЕС Агус VII
ГЕС Агус VII — гідроелектростанція на Філіппінах на острові Мінданао. Знаходячись після ГЕС Агус VI, становить нижній ступінь каскаду на річці Агус, яка дренує озеро Ланао та на північному узбережжі острова впадає до затоки Іліган внутрішнього моря Бохоль (моря Мінданао).
У межах проєкту річку перекрили бетонною гравітаційною греблею висотою 37,5 метра та довжиною 174 метри. Вона спрямовує ресурс у тунель, прокладений по лівобережжю до розташованого за 0,2 км машинного залу. У системі також працює запобіжний балансувальний резервуар баштового типу.
Основне обладнання станції становлять дві турбіни потужністю по 27 МВт, які при напорі у 38 метрів забезпечують виробництво 274 млн кВт·год електроенергії на рік.
Відпрацьована вода по відвідному каналу довжиною 0,15 км повертається у річку менш ніж за пів кілометра від її устя.
Видача продукції відбувається по ЛЕП, розрахованій на роботу під напругою 138 кВ.